# Janelle James
Janelle James (Saint Thomas, 23 settembre 1979) è una comica e attrice statunitense, nota per il ruolo di Ava Coleman nell'acclamata serie televisiva Abbott Elementary, per la quale ha ricevuto tre candidature ai premi Emmy.

## Filmografia

### Cinema
- One of Them Days, regia di Lawrence Lamont (2025)

### Televisione
- Crashing – serie TV, episodio 1x07 (2017)
- Corporate – serie TV, episodio 3x01 (2020)
- Black Monday – serie TV, 4 episodi (2020-2021)
- Abbott Elementary – serie TV (2021-in corso)
- C'è sempre il sole a Philadelphia (It's Always Sunny in Philadelphia) – serie TV (2025)

### Doppiatrice
- Central Park – serie animata (2020-2022)
- Tuca & Bertie – serie animata, episodio 3x09 (2022)
- Star Trek: Lower Decks – serie animata, episodio 4x05 (2023)
- Monsters & Co. la serie - Lavori in corso! (Monsters at Work) – serie animata (2024)
- Kite Man: Hell Yeah! – serie animata (2024)
- Garfield - Una missione gustosa (The Garfield Movie), regia di Mark Dindal (2024)

## Riconoscimenti
- Golden Globe
  - 2023 – Candidatura alla miglior attrice non protagonista in una serie per Abbott Elementary
- Black Reel Television Awards
  - 2022 – Miglior attrice non protagonista in una serie commedia per Abbott Elementary
  - 2023 – Candidatura alla miglior attrice non protagonista in una serie commedia per Abbott Elementary
- Critic's Choice Award
  - 2023 – Candidatura alla miglior attrice non protagonista in una serie commedia per Abbott Elementary
- Premio Emmy
  - 2022 – Candidatura per la migliore attrice non protagonista in una serie commedia per Abbott Elementary
  - 2023 – Candidatura per la migliore attrice non protagonista in una serie commedia per Abbott Elementary
- NAACP Image awards
  - 2023 – Miglior attrice non protagonista in una serie commedia per Abbott Elementary
- Screen Actors Guild Awards
  - 2023 – Miglior cast in una serie commedia per Abbott Elementary
  - 2024 – Candidatura al miglior cast in una serie commedia per Abbott Elementary

## Doppiatrici italiane
Nelle versioni in italiano delle opere in cui ha recitato, Janelle James è stata doppiata da:
- Alessandra Cassioli in Abbott Elementary

Da doppiatrice è sostituita da:
- Sara Vitagliano in Monsters & Co. La serie - Lavori in corso!
- Cinzia De Carolis in Garfield - Una missione gustosa